# Roales de Campos
Roales de Campos é um município da Espanha na província de Valladolid, comunidade autónoma de Castela e Leão, de área 22,7 km² com população de 239 habitantes (2007) e densidade populacional de 10,64 hab/km².

## Demografia
| Variação demográfica do município entre 1991 e 2004 | Variação demográfica do município entre 1991 e 2004 | Variação demográfica do município entre 1991 e 2004 | Variação demográfica do município entre 1991 e 2004 |
| --------------------------------------------------- | --------------------------------------------------- | --------------------------------------------------- | --------------------------------------------------- |
| 1991                                                | 1996                                                | 2001                                                | 2004                                                |
| 307                                                 | 266                                                 | 253                                                 | 243                                                 |